# Statesboro
Statesboro è una città degli Stati Uniti d'America, capoluogo della contea di Bulloch, nello Stato della Georgia. È situata nella parte sud-est dello Stato a circa 50 miglia da Savannah.
È stata fondata col nome di Statesborough il 19 dicembre 1803. È l'unica città degli Stati Uniti con questo nome. Nel 2000, anno dell'ultimo censimento la popolazione era di 22 698 abitanti; si stima che nel 2007 gli abitanti fossero 26.610. Nel medesimo censimento la popolazione era così formata: 56,2% caucasici, 40,2% afro-americani, 2,1% ispanici, 1,5% asiatici o altro.
È sede di due importanti istituti: la Georgia Southern University con sede nella città di Statesboro e l'Ogeechee Technical College appena fuori città lungo la Highway 301 South.
Nel 2005 il reddito medio pro capite a Statesboro era di 33966 $ mentre per la contea di Bullock è 21678 $.
Nel marzo 2006 il tasso di disoccupazione a Statesboro e nella contea di Bulloch era del 3,5% contro il 4,5% dello Stato della Georgia.
Circa il 24% della forza lavoro della contea è impiegata nel settore pubblico, incluso la più grande azienda della zona, la Georgia Southern University.
La squadra sportiva più seguita della zona è quella della Georgia Southern University dei Georgia Southern Eagles che milita nella Divisione I della Southern Conference e gioca le proprie partite in casa al Paulson Stadium all'interno dell'Erk Russell Athletic Park.
Le altre grandi aziende private sono: Briggs & Stratton, Wal-Mart Associates Inc., and East Georgia Regional Medical Center.